# オロモン
オロモン（フランス語: Ollomont [ɔlɔmɔ̃]）は、イタリア共和国ヴァッレ・ダオスタ州にある、人口約200人の基礎自治体（コムーネ）。

## 地理

### 位置・広がり

#### 隣接コムーネ
隣接するコムーネは以下の通り。括弧内のCH-VSはスイス・ヴァレー州所属を示す。
- Bagnes (CH-VS)
- ビオナ
- Bourg-Saint-Pierre (CH-VS)
- ドウエス
- エトルーブル
- オヤス
- ヴァルペリーヌ

## 行政

### 分離集落
オロモンには、以下の分離集落（フラツィオーネ）がある。
- Balme, Barliard, Bas, By, Clapey, Chef-lieu, Chanté, Chez-Collet, Cognein, Creton, Croux, Fontane, Glassier, La Cou, Morion, Rey, Vaud, Vesey, Vevey, Vouéces